# Andy Whitfield
Andy Whitfield (Amlwch, Wales, 1971. október 17. – Sydney, 2011. szeptember 11.) walesi származású színész és modell, leginkább az amerikai Starz csatornán futó Spartacus: Blood and Sand sorozattal vált ismertté, melyben Spartacust alakította.

## Pályafutása
Whitfield Amlwch városában született, a Sheffielfdi Egyetem mérnöki szakán tanult, és szakmájában kezdett el dolgozni az ausztráliai Lidcombeban, mígnem 1999-ben Sydneybe költözött. Itt beiratkozott a Screenwise filmszínészeti iskolába. Számos ausztrál sorozatban feltűnt kisebb szerepekben, mint például a Szentek kórháza (All Saints), az Aranypart (The Strip), a Packed to the Rafters vagy a McLeod lányai.
Az első komolyabb lehetősége 2007-ben adódott, amikor a Gábriel - A pokol angyala című ausztrál fantasztikus film főszereplőjét alakíthatta. A valódi ismertséget azonban az Új-Zélandon forgatott, 2010-ben útjára indított sorozat, a Spartacus: Blood and Sand hozta meg számára. Ő személyesítette meg Spartacus alakját, aki korábban katona volt, majd kénytelen gladiátorként érvényesülni, végül pedig egy rabszolgalázadást indított el a Római Birodalom ellen. Továbbá a The Clinic című ausztrál thrillerben kapott jelentős szerepet Tabrett Bethell színésznő mellett. 2010 augusztusában Freddie Wong amerikai filmessel (Freddiew néven is ismert, YouTube csatornáját milliók követik.) közösen készített egy 2 perces videót Time Crisis címmel, ami az azonos nevű japán videójátékon alapul. A Spartacus: Gods of the Arena mini-sorozatba még egy rövid időre visszatért, hogy Spartacus hangját kölcsönözze.

## Betegsége és halála
2010 márciusában diagnosztizálták nála a non-Hodgkin limfómát, ezt követően azonnal megkezdték kezelését egy új-zélandi kórházban. Míg a színész felépülésére vártak, a csatorna elkészítettet egy hat részes előzménytörténetet a Spartacushoz, ami a Spartacus: Gods of the Arena címet kapta. Bár úgy tűnt, két hónap alatt szervezete megbirkózott a kórral, az év későbbi szakaszában betegsége kiújult, emiatt kénytelen volt otthagyni szerepét. A Starz Spartacus szerepére végül Liam McIntyre ausztrál színészt választotta. 18 hónappal a betegség diagnosztizálása után, 2011. szeptember 11-én hunyt el, 40 éves volt. A színész menedzsere, Sam Maydew és felesége, Vashti egy nyilatkozatban erősítették meg a híreket.

## Filmográfia
| Sorozatok | Sorozatok                    | Sorozatok                | Sorozatok                                 |
| Év        | Cím                          | Szerepe                  | Megjegyzések                              |
| --------- | ---------------------------- | ------------------------ | ----------------------------------------- |
| 2004      | Szentek kórháza              | Matthew Parkes           | "Opening Up" (2. évad, 7. rész)           |
| 2008      | Aranypart                    | Charlie Palmer           | (1. évad, 2. rész) (1. évad, 7. rész)     |
| 2008      | Packed to the Rafters        | Nick Leigh               | "All in the Planning" (1. évad, 10. rész) |
| 2008      | McLeod lányai                | Brett Samuels            | "Nowhere to Hide" (8. évad, 4. rész)      |
| 2010      | Spartacus: Blood and Sand    | Spartacus                | Főszerep                                  |
| 2011      | Spartacus: Gods of the Arena | Spartacus (szinkronhang) | "The Bitter End" (1. évad, 6. rész)       |
| Filmek    |                              |                          |                                           |
| Év        | Cím                          | Szerepe                  | Megjegyzések                              |
| 2007      | Gábriel - A pokol angyala    | Gabriel                  | Főszerep                                  |
| 2010      | The Clinic                   | Cameron Marshall         |                                           |